# Trois Nocturnes
Die Trois Nocturnes (1900), auch Les Nocturnes, sind ein Orchesterwerk des französischen Komponisten Claude Debussy. Sie gelten als wichtiges Werk des musikalischen Impressionismus und bilden so den Übergang zwischen der Musik der Romantik und der Moderne.

## Entstehung
Die drei Sätze wurden durch eine Serie von impressionistischen, ebenfalls Nocturnes betitelten Gemälden von James Abbott McNeill Whistler inspiriert. Debussy hatte die Idee zu diesen Nocturnes bereits 1892, komponierte sie aber erst zwischen 1897 und 1899. Am 9. November 1900 fand die Uraufführung statt. Debussy schrieb in einem Vorwort:
„Der Titel Nocturnes will hier in allgemeiner und vor allem in mehr dekorativer Bedeutung verstanden werden. Es handelt sich also nicht um die übliche Form des Nocturno, sondern um alle Eindrücke und speziellen Beleuchtungen, die in diesem Wort enthalten sein können. […]“
Das Werk rief die Begeisterung des Publikums hervor und brachte ihm zwar wenig Geld, aber große Anerkennung bei den Musikkritikern.

## Sätze
Die drei Sätze sind:
1. Nuages (‚Wolken‘) Modéré – Un peu animé – Tempo I – Plus lent – Encore plus lent.
2. Fêtes (‚Feiern‘) Animé et très rythmé – Un peu plus animé – Modéré (mais toujours très rythmé) – Tempo I – De plus en plus sonore et en serrant le mouvement – Même Mouvement.
3. Sirènes (‚Sirenen‘) Modérément animé – Un peu plus lent – En animant, surtout dans l’expression – Revenir progressivement au Tempo I – En augmentant peu à peu – Tempo I – Plus lent et en retenant jusqu’à la fin.

## Stil
Die drei Stücke unterscheiden sich voneinander. Nuages ist ein ruhiges, extrem atmosphärisches Vorspiel mit einer undurchsichtigen, diffusen Stimmung. Das Stück endet mit einem düsteren Kontrabass-Tremolo. Fêtes ist ein schnelles, sinfonisches Stück, welches von einer charakteristischen Trompetenmelodie durchzogen wird. Sirènes ist wieder etwas ruhiger, aber von der Stimmung her klarer und melancholischer als Nuages, Debussy setzt hier textlosen Frauenchor ein.
Die Gesamtdauer der Nocturnes beträgt rund 26 Minuten.

## Besetzung
- 3 Flöten
- 2 Oboen
- Englischhorn
- 2 Klarinetten
- 3 Fagotte
- 4 Hörner
- 3 Trompeten
- 3 Posaunen
- Tuba
- Pauken
- Kleine Trommel
- Becken
- 2 Harfen
- Frauenchor
- Streichinstrumente

## Rezeption

### Spätere Arrangements
- Die komplette Arbeit wurde von Maurice Ravel für zwei Klaviere transkribiert.
- Fêtes wurde vom englischen Pianisten Leonard Borwick (1868–1925) für Klavier transkribiert, und von Emil Gilels zusammen mit anderen Werken aufgenommen.[2]
- Fêtes wurde von Merlin Patterson für ein Holzblasorchester transkribiert (2007).